# Baringo County
Baringo County (bis 2010 Baringo District) ist einer von 47 Verwaltungsbezirken Kenias und liegt im Westen des Landes. Seine Hauptstadt ist Kabarnet. Auf einer Gesamtfläche von 11.075,3 km² lebten laut Volkszählung 2019 666.763 Menschen.

## Geografie
Im Oktober 2000 fand dort – in den Tugen-Hills – ein kenianisch-französisches Wissenschaftler-Team den vor etwa sechs Millionen Jahren lebenden und damit möglicherweise ältesten Vorläufer des Menschen, Orrorin tugenensis (Spitzname Millennium-Mensch).
Aus dem County stammen mehrere der kenianischen Weltklasse-Läufer, unter anderem Paul Tergat.
Weltweit bekannt wurde das County durch das kleine Dorf Mukutani als Schauplatz des Films Nirgendwo in Afrika.

## Persönlichkeiten des Baringo County
- Daniel Toroitich arap Moi (1924–2020), von 1978 bis 2002 zweiter Präsident Kenias
- Paul Tergat (* 1969), ehemaliger Langstreckenläufer und Weltrekordler im 10.000-Meter-Lauf, im Halbmarathon und Marathon; seit 2013 Mitglied im IOC
- Pauline Konga (* 1970), ehemalige kenianische Langstreckenläuferin und Olympiazweite (5000 m)
- Lydia Cheromei (* 1977), kenianische Langstreckenläuferin
- Magdaline Jepkorir Chemjor (* 1978), kenianische Langstreckenläuferin
- Francis Kibiwott Larabal (* 1978), kenianischer Langstreckenläufer (Halbmarathon, Marathon)
- Mary Jepkosgei Keitany (* 1982), kenianische Langstreckenläuferin
- Kibiwott Kandie (* 1996), kenianischer Langstreckenläufer